# Scars & Stories
Scars & Stories è il terzo album in studio del gruppo musicale statunitense The Fray, pubblicato il 7 febbraio 2012. Contiene i singoli Heartbeat e Run for Your Life.

## Tracce
1. Heartbeat – 3:41
2. The Fighter – 4:20
3. Turn Me On – 3:03
4. Run for Your Life – 3:59
5. The Wind – 4:15
6. 1961 – 3:54
7. I Can Barely Say – 4:20
8. Munich – 3:57
9. Here We Are – 3:32
10. 48 to Go – 3:23
11. Rainy Zurich – 3:48
12. Be Still – 2:49

Durata totale: 45:01